# Wolfgang Pistorius
Wolfgang Pistorius, původním českým jménem Pekař (mezi roky 1535–1538 Horšovský Týn? – 1586 Litoměřice?) byl 44. probošt litoměřické kapituly v letech 1580–1586.

## Původ a studia
Wolfgang Pistorius, původním českým jménem Pekař, pocházel z Horšovského Týna a narodil se mezi léty 1535–1538. Patřil později mezi dvanáct studentů, kteří po předchozím projednání odešli v létě 1555 do Říma studovat teologii a byli přijati na Collegium Germanicum. Po přijetí na již proslulou jezuitskou vysokou školu nastaly určité problémy, ale osm z uvedených studentů bylo tak spokojeno, že požádali o přijetí do jezuitského řádu. V té době byl Wolfgang uváděn podle svého rodiště jako Týnecký, ale pak Pistorius, aby se jeho jméno lišilo od Wolfganga Maria, který byl rovněž z Horšovského Týna a který byl přijal o jeden rok později na studium v Germaniku. Všichni přijatí uchazeči studovali velmi pilně a dosáhli hodnosti doktorské. Císař, který kolegiu posílal každoročně 400 dukátů jako dar za takto vyškolené duchovní, byl s absolventy Germanika velice spokojen.
Wolfgang Pistorius se po ukončení studia v Římě vrátil do Čech a brzy převzal na nové jezuitské koleji v Praze katedru teologie. Měl tak veliký úspěch, že řada duchovních požádala pražského arcibiskupa, aby se mohli přednášek Pistoria účastnit. Přednášky navštěvoval i pražský dómský probošt dr. H. Scribonius. Pistorius působil také jako kazatel u sv. Jakuba v Praze a rovněž zde byl vynikajícím řečníkem. S jeho činností byli ale velmi nespokojeni pražští utrakvisté, kteří se rozhodli dokonce podat na Pistoria k císaři žalobu, s ním však neuspěli. Roku 1564 kázal Pistorius ve svém rodišti Horšovském Týně a tamní katolíci byli jeho kázáním nadšeni. Držitel týnského panství Jan mladší z Lobkovic patřil také mezi četné posluchače jeho kázání. V roce 1566 byl Pistorius poslán do Jindřichova Hradce, kde byla právě založena jezuitská kolej; tam působil dva roky. Vedení koleje se zdálo, že Pistorius vystupuje velice ostře, měl se proto vrátit do Prahy. Pistorius to však odmítl a požádal jezuitského provinciála o propuštění z jezuitské koleje.
Pražský arcibiskup Brus silně pociťoval nedostatek katolických duchovních. Ustanovil proto Pistoria arciknězem a arciděkanem v Plzni. Nové poslání Pistoria velice uspokojovalo, protože mohl plně realizovat své široké aktivity. Zvláštní pozornost věnoval potírání bludného učení utrakvistů. Také vystupoval proti vlastním kněžím, kteří neplnili základní povinnosti.
Pistorius žádal velice často arcibiskupa Bruse o radu a pomoc a byl s ním v častém písemném kontaktu. Protivníci Pistoria v Plzni začali brzy proti němu a obsahu jeho kázání vystupovat. Začali i ničit obrazy Krista a arcibiskupské pastýřské listy. Roku 1570 vydal Jiří Wolf ostudný pamflet o Pistoriovi. Arcibiskup se Pistoria energicky zastal a žádal městskou radu o potrestání pachatele. Přes všechny toto útoky byl Pistorius úspěšný. Právě tato jeho činnost se stala předpokladem, aby se po smrti probošta Kytlice stal hlavním kandidátem na litoměřického probošta.

## Litoměřické proboštství
Již v době těžké nemoci 43. probošta Marka z Kytlice roku 1577 se začali hlásit uchazeči o ještě neuvolněné proboštství Litoměřice. Bratr probošta Baltazar se snažil, aby jeho blízký příbuzný tuto funkci dostal, i když šlo o velmi mladého muže, který nebyl ani duchovním. O litoměřické proboštství se ucházel také děkan z Budyšína Johann Leisentritt von Julisberg, pozdější administrátor markrabství Lužice. Uchazeč sloužil již 22 let třem císařům, převzal také administraturu osiřelého biskupství, jemuž věnoval z vlastního jmění značnou sumu financí. Rovněž se osvědčil ve sporech katolické církve se saskými luteránskými pastory a superintendenty, kdy opět musel vynaložit vysoké vlastní jmění. Jmenovaný Leisentritt sice byl císařem placen při jeho činnosti a cestách pro císaře, ale to nebylo zdaleka tolik, co sám vydal. Žádost bratra zemřelého Baltazara z Kytlice nebyla ani císařem, ani arcibiskupem doporučena, nejen pro jeho mladý věk, ale i proto, že nebyl duchovní. Arcibiskup Brus prodléval roku 1580 v cisterciáckém klášteře v Oseku, který přešel tehdy do držby arcibiskupství. Dne 28. srpna 1580 zemřel Brus a vystřídal ho arcibiskup Martin Medek (1581–1590). Arcibiskup znovu upozornil, že litoměřická kapitula má mít probošta, dva kanovníky a kaplana. Řešení rozhodl nakonec císař Maxmilián II. jako patron a kolator (udělující obročí). Na doporučení arcibiskupa, aby byly zaručeny pravidelné bohoslužby, měl být zpracován celkový katolický řád pro chrám sv. Štěpána. Císař Maxmilián II. měl velice špatné zkušenosti se jmenováním mladého, dosud nevysvěceného duchovního Jindřicha Donína, který ani v Litoměřicích nikdy nebyl. Až nový císař Rudolf II. jmenoval nakonec 3. září 1580 litoměřickým proboštem Wolfganga Pistoria. Protože na nového probošta připadlo mnoho povinností a byl bez kapitulního děkana, žádal, aby kapitulní děkanství bylo co nejdříve obsazeno. V dopise arcibiskupovi Medkovi 12. října 1583 sdělil nový probošt, že již nemůže zodpovědně plnit i povinnosti děkana. Slíbil jednoznačně plnit všechny povinnosti probošta, ale i další povinnosti v kapitule určující reformovaná statuta kapituly z roku 1559, která byla již i doplněna a upřesněna. Povinnost bydlet při proboštském kostele mají děkan a dva zbylí kanovníci. Probošt mohl z příjmů za Orasice platit ubytování. Protože předchozí probošt byl v Litoměřicích vždy jen krátce, není možné, aby probošt sám řídil a platil opravu dómského děkanství, když Jindřich z Donína se sotva rozhodne stát se knězem i jako děkan kapituly (1574–1584). To vše potvrdil Pistoriovi císařský vicekancléř Schönfeld při svém setkání v Litoměřicích.
Jindřich z Donína byl jmenován děkanem nejvýše na tři roky (1579–1582) a do té doby měl být vysvěcen. Lhůta uplynula již dávno a probošt Pistorius žádal důrazně, aby arcibiskup odstranil tyto vážné nedostatky, zabraňující kapitule plnit důsledně všechny stanovené povinnosti.

## Ekonomické záležitosti kapituly
Probošt Pistorius všechny povinnosti plnil a jako výborný řečník plnil vzorně i funkci kazatele. V této době se ve svatoštěpánském chrámu střídala česká a německá kázání. Česká kázání měl probošt Pistorius, německá zprvu kanovník Adam Droger (1577–1584) a po něm kanovník Jan Herold (1584–1589). Probošt Pistorius dozíral důsledně na konání německých kázání. Probošt potvrdil v dopise arcibiskupovi, že bohužel neumí německy, takže po jistou dobu nebyla zajištěna německá kázání. Již dříve, 6. února 1580 napsal Baltazar z Kytlice, že hodnost probošta nemá být nikdy udělena mladému laikovi, protože by to poškodilo celou kapitulu.
V roce 1582 vypukl v Praze a středních Čechách mor, právě když byl arcibiskupský vizitátor a pražský dómský probošt Scribonius na Plzeňsku a v Horšovském Týně. Litoměřický probošt Pistorius se vizitace v západních Čechách účastnil s uvedenými pražskými dignitám a po vypuknutí moru celou skupinu pozval, aby se v době morové nákazy v Litoměřicích ubytovala. I arcibiskup Medek se před morem uchýlil do Oseka.
Jako rozhodný aktivní katolík usilující o katolickou reformu nebyl probošt Pistorius litoměřickými utrakvisty oblíben, docházelo proto k názorovým střetům a ke sporům s městskou radou. Probošt důsledně bránil už potvrzená práva kapituly, a usiloval proto také o práva na pozemky, o něž proboštství postupně přišlo. Ztraceny byly například Malíč, Chyšnov nebo košický mlýn. Dále se kapitula starala o to, aby se její poddaní mohli účastnit na trzích apod. Pistorius nezapomínal na další zlepšení stavu chrámu sv. Štěpána a jeho vybavení. V roce 1582 císař Rudolf II., bez vědomí kapituly, předal ves Slatinu, patřící od počátku kapitule, držitelům libochovického panství Lobkovicům. Proboštství bylo výjimečně dočasně osvobozeno od jednoroční daně 120 kop grošů českých.

## Majetkové vypořádání
Papež Řehoř XIII. (1572–1585) vyhlásil 24. února 1582 nový, tzv. gregoriánský, kalendář, který ale v Čechách vešel v platnost až 6. ledna 1584. V roce 1584 požádal nemocný Pistorius císaře, aby mohl napsat svou závěť s veškerými údaji o své osobě a majetku. Náhlou smrt probošta, která znemožnila napsání jeho závěti, popsal podrobně litoměřický kanovník Mgr. Jan Herold. Pistorius měl podle těchto podkladů ve Starém Městě pražském v Kapří ulici svůj vlastní dům, v Pokraticích u Litoměřic vlastnil další objekt – hospodářský dvůr, který zdědil po svém příbuzném, zemřelém Václavu Mrázkovi. Císař dal proboštovi souhlas k napsání závěti, ale s podmínkou, že dočasný držitel dvora musí plnit vše, co patřilo právem proboštství, zejména předepsané povinnosti. V dochovaném dopise císaře Rudolfa II. z 11. srpna 1586 je sdělení, že probošt Pistorius náhle zemřel, aniž vypracoval svou závěť. Rudolf II. jako patron diecéze dostal obilí, víno, šatstvo, knihy, klenoty a další cenné věci. Tento akt byl opět proti platnému rozhodnutí. Již Ferdinand I. vydal 23. ledna 1552 pro duchovní plnou svobodu při sepisování svých závětí. Pokud duchovní zemřel bez závěti, rozhodl zemský sněm, že třetinu dostane kostel nebo fara, druhou patron a třetí buď příbuzní, nebo chudí. Po smrti probošta Pistoria byl tak porušen zákon, který postihl především litoměřickou kapitulu, jejíž objekty byly již od 15. století ve velmi špatném stavu. Dne 6. října 1586 vyšel tzv. mandát císaře (mandátům imperatori), který vše ještě znovu oficiálně potvrdil. Česká dvorská kancelář při instalaci nového probošta po Pistoriovi zjistila, že kapitulní děkan Adam Droger převzal z pozůstalosti probošta Pistoria se souhlasem pražského arcibiskupa některá zemědělská zařízení zemřelého probošta pro hospodaření církevních majetků.